# La Rioja (província da Argentina)
A Rioja (em castelhano:  La Rioja) é uma província da Argentina localizada em sua porção norte-ocidental. Limita-se ao norte com a Província de Catamarca, a leste com as de Catamarca e Córdoba, ao sul com a de San Luís, e a oeste com a província de San Juan e com a República do Chile.
O terreno alterna os altos contrafortes andinos do oeste, onde predomina um ambiente desértico, com as planícies de leste. Os recursos florestais estão em decadência, devido à grande exploração que tem sofrido. A pecuária extensiva se desenvolve no setor oriental da província, na qual predominam o gado caprino e bovino. A produção de couro bovino representa 80% das vendas totais da província. Na agricultura, os cultivos perenes ocupam lugar de destaque, com a videira, a oliveira e as frutas, acompanhadas pela produção de hortaliças, pelo cultivo de plantas aromáticas e pelo algodão. A elaboração de azeitonas representa 16% das exportações da província. A produção de videiras também é importante porque grande parte dela se destina à produção de vinhos. Outras indústrias importantes são as têxteis e as de instrumentos de precisão.
Superfície: 89 680 km²

População (2008): 341 207 habitantes.

## Divisões administrativas
A província é dividida em 18 departamentos:

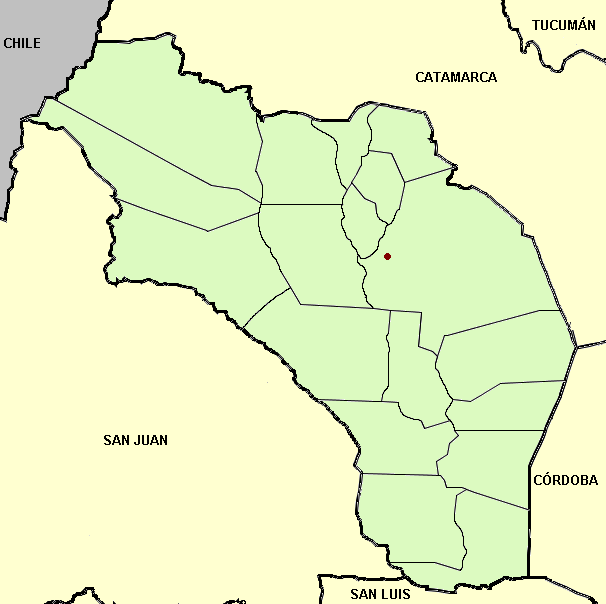
Divisão política da província da Rioja e sua capital.

| Departamento                 | Capital                    |
| ---------------------------- | -------------------------- |
| Arauco                       | Aimogasta                  |
| Capital                      | La Rioja                   |
| Castro Barros                | Aminga                     |
| Chamical                     | Chamical                   |
| Chilecito                    | Chilecito                  |
| Coronel Felipe Varela        | Villa Unión                |
| Famatina                     | Famatina                   |
| General Ángel V. Peñaloza    | Tama                       |
| General Belgrano             | Olta                       |
| General Juan Facundo Quiroga | Malanzán                   |
| General Lamadrid             | Villa Castelli             |
| General Ocampo               | Villa Santa Rita de Catuna |
| General San Martín           | Ulapes                     |
| Independencia                | Patquía                    |
| Rosario Vera Peñaloza        | Chepes                     |
| San Blas de los Sauces       | San Blas                   |
| Sanagasta                    | Villa Sanagasta            |
| Vinchina                     | Villa San José de Vinchina |